# The Dancing Girl
The Dancing Girl é um filme mudo norte-americano de 1915, do gênero drama, dirigido por Allan Dwan para a Famous Players Film Company, com roteiro baseado na peça teatral homônima de Henry Arthur Jones e a estreia de Florence Reed no cinema. 
É atualmente considerado um filme perdido.

## Elenco
- Florence Reed - Drusilla Ives
- Fuller Mellish - David Ives
- Lorraine Huling
- Malcolm Williams
- William Russell - John Christison

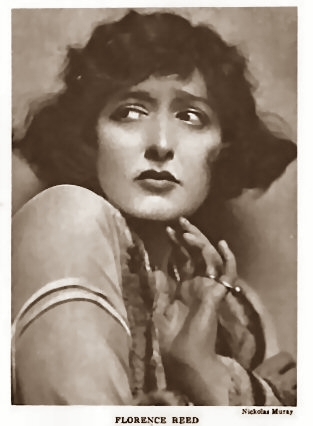
Florence Reed

- Eugene Ormonde - Duque de Guiseberry
- William Lloyd - Sr. Crake
- Minna Gale - Lady Bawtry